# На улиці невесело…
«На улиці невесело…» — вірш Тараса Шевченка, написаний 1848 року на Косаралі.

## Написання
Зберігся чистовий автограф вірша у «Малій книжці». Автограф не датовано. Вірш датується дослідниками за місцем автографа у «Малій книжці» серед творів 1848 року та часом зимівлі Аральської описової експедиції в 1848—1849 роках на Косаралі, орієнтовно: кінець вересня — грудень 1848-го, місце написання — Косарал.
Найраніший відомий текст — чистовий автограф у «Малій книжці», до якої Шевченко переписав вірш під № 37 у сьомому зшитку за 1848 рік, орієнтовно наприкінці 1849-го чи на початку 1850 років (до арешту 23 квітня), з невідомого ранішого автографа. Згодом, очевидно в Новопетровському укріпленні, повернувшись до твору, він олівцем дописав у рядку 7 останнє слово «полюбитись», зробив виправлення у рядку 8. До «Більшої книжки» вірш не перенесено.

## Публікація
Вперше вірш надруковано за «Малою книжкою» з неточністю в рядку 16 («втопиться» замість «топиться») у виданні: «Кобзарь Тараса Шевченка/ Коштом Д. Е. Кожанчикова» (СПб., 1867 рік, стор. 537) і за цим виданням у книжці: «Поезії Тараса Шевченка» (Львів, 1867 рік, том 2, стор. 246—247).

## Сюжет
Тема ліричної поезії — дівоче безталання. Мотивами, духом і образами вірш близький до народної пісні.

## Музика
На музику твір поклали В. Заремба та М. Радзієвський.